# Neues Schauspielhaus Uelzen
Koordinaten: 52° 57′ 59,6″ N, 10° 33′ 32″ O
Das Neue Schauspielhaus Uelzen ist ein Kleinkunsttheater im Zentrum Uelzens. Es wurde 1988 von dem Künstler Reinhard Schamuhn gegründet, befindet sich in der Rosenmauer 9 in Uelzen und verfügt über 97 Sitzplätze. Träger des Theaters ist der „Verein zur Förderung der Kunst im Kreativen Speicher“.
Die Gründung des Neuen Schauspielhauses geht auf die 1980er Jahre zurück, als Schamuhn das Gebäude – ein ehemaliger Speicher – von einer großzügigen Gönnerin zunächst mietete, später dann überschrieben bekam und es mit Hilfe von Freunden und Unterstützern zu einem kleinen Theater ausbaute.